# Bački Breg
Pour les articles homonymes, voir Breg (homonymie).
Bački Breg (en serbe cyrillique : Бачки Брег ; en croate : Bereg ; en hongrois : Béreg) est une localité de Serbie située dans province autonome de Voïvodine et sur le territoire de la ville de Sombor, district de Bačka occidentale. Au recensement de 2011, elle comptait 1 131 habitants.
Bački Breg est officiellement classé parmi les villages de Serbie. 

## Histoire
La localité est mentionnée pour la première fois en 1319. La première église y a été construite en 1740.

## Démographie

### Évolution historique de la population
| 1948  | 1953  | 1961  | 1971  | 1981  | 1991  | 2002  | 2011  |
| ----- | ----- | ----- | ----- | ----- | ----- | ----- | ----- |
| 2 244 | 2 218 | 2 045 | 2 006 | 1 770 | 1 585 | 1 388 | 1 131 |

|  |